# 大西洋裸蜥魚
大西洋裸蜥魚（学名：Lestidium atlanticum）為輻鰭魚綱仙女魚目帆蜥魚亞目魣蜥魚科的一種，分布於全球三大洋熱帶至亞熱帶海域，為深海魚類，深度50-1270公尺，本魚體色灰白色，背部具有灰色的條紋，體長可達25公分，棲息在表中層水域，生活習性不明。